# Quaco Creek
Quaco Creek är ett vattendrag i Belize. Det ligger i distriktet Cayo, i den centrala delen av landet, 11 km väster om huvudstaden Belmopan.